# 烏克蘭赫爾辛基小組
烏克蘭赫爾辛基小組（羅馬化：Ukrainska Helsinska Hrupa）建於1976年11月9日，是蘇聯烏克蘭蘇維埃社會主義共和國的人權觀察組織，旨在在烏克蘭境內推動赫爾辛基協定，其任務包括監察烏克蘭的人權狀況、揭露侵犯人權的罪行、促進資訊流通、在國際上為烏克蘭發聲等。

## 歷史
烏克蘭赫爾辛基小組成立時即面臨巨大壓力，1977年2月政府開始逮捕小組成員，兩年內所有組織的創立成員都被逮捕，並判處7至10年的刑期。1979年組織建立了美國代表處；1983年組織有37名成員，其中22人在獄中，5人被流放，3人被捕後獲釋，1人（米哈伊洛·梅尔尼克）自殺。
1987年至1988年開放政策期間小組被捕的成員皆獲釋，小組改名為「烏克蘭赫爾辛基協會」，隨後參與選舉並發動大型示威活動。1990年協會解散，轉型為政黨烏克蘭共和黨。

## 成員
- 梅科拉·魯登科（英语：Mykola Rudenko）
- 梅羅斯拉夫·馬里諾維奇（英语：Myroslav Marynovych）
- 萊夫科·盧基亞嫩科（英语：Levko Lukianenko）
- 維亞切斯拉夫·喬爾諾維爾
- 伊凡·康迪巴（英语：Ivan Kandyba）
- 瓦西里·斯圖斯
- 雅罗斯拉夫·莱西夫（英语：Yaroslav Lesiv）
- 尤里·舒克维奇（英语：Yuriy Shukhevych）

## 紀念
為紀念烏克蘭赫爾辛基小組，2015年烏克蘭城市布羅瓦里將一條街道改名為「赫爾辛基小組街」。